# کامی پیسارو
یاکوب آبراهام کامی پیسارو (Jacob Abraham Camille Pissarro) (زاده ۱۰ ژوئیه ۱۸۳۰ – درگذشته ۱۳ نوامبر ۱۹۰۳) نقاش دریافتگر (امپرسیونیست) دانمارکی-فرانسوی بود.
کامی پیسارو نقاشی است که نه تنها او را بنیان‌گذار دریافتگری (امپرسیونیسم) می‌دانند، بلکه وی را استاد چهار نقاش بزرگ پسادریافتگر، از جمله سزان و گوگن می‌خوانند. او از استادان پل گوگن بود. رنوآر چهره‌نگاره‌های پیسارو از مردم عادی را انقلابی می‌خواند. وی تنها هنرمندی بود که آثارش بین سال‌های ۱۸۷۴ و ۱۸۸۶ در هر هشت نمایشگاه آثار دریافت‌گرانه پاریس به معرض نمایش درآمدند.

## زندگی

### از کودکی تا آغاز جوانی
کامی پیسارو در ژوئیهٔ ۱۸۳۰ در یکی از جزایر صخره‌ای بکر کشور دانمارک در سنت توماس متولد شد. پدرش در بندر شارلوت آمالی به پیشه پر رونق آهن فروشی اشتغال داشت. دربارهٔ والدین او چیز زیادی نمی‌دانیم، جز آنکه پدرش، آبراهام گابریل پیسارو، یهودی فرانسوی‌تباری بود که اصلیت پرتغالی داشت و نیز مادرش، راکویل مانزانو، از تبار دو رگه اروپایی – آفریقایی بود. کامی خیلی زود استعداد استثنایی اش را در طراحی بروز داد، اما والدینش که ترجیح می‌دادند آینده او را آینده یک تجارت‌پیشه مجسم کنند، در ابتدا تمایلی برای تشویق او از خود نشان ندادند.
در سال ۱۸۴۱ خانواده‌اش تصمیم گرفتند او را برای تحصیل به فرانسه بفرستند؛ و او بعد از سفری طولانی به پاسی رسید و در یک مدرسه شبانه‌روزی به مدیریت آقایی به نام ساواری مسکن گزید. آقای ساواری به استعداد شاگرد جوان خودش پی برد و برخلاف تمایل صریح والدین او، وی را به تکمیل استعداد خود و ادامه تلاش برای هنرمند شدن تشویق کرد. به رغم منع پدر کامی، که ابداً خیال نداشت به پسر خود اجازه پرداختن به چنین کارهای به زعم خود بدی را بدهد، آقای ساواری، که استعداد بالقوه این جوان را قدر می‌نهاد، به او اجازه داد که در گردش‌ها و اوقات استراحت و تعطیلات خود میل هنری خویش را اقناع کند، تا به این ترتیب با امور مدرسه‌اش تداخلی پیش نیاید و ضمناً با آقای پیسارو آشکارا مخالفت نشده باشد.

### آغاز به تجارت
زمانی که کامی به هفده سالگی رسید و احساس شد که تحصیلاتش به حد کفایت رسیده است، او را به سنت توماس فراخواندند تا کارآموزی در امور بازرگانی را آغاز کند. او به مدت ۵ سال منتهای کوشش خود را به کار برد تا هم به کار بازرگانی هم به هنر خود بپردازد، اما فشار کار تجارت هر روز غیرقابل تحمل‌تر از روز پیش می‌شد.

### آغاز به کار طراحی
در حوالی سال ۱۸۵۰ فریتس مل بی، نقاش دانمارکی که از سوی کشور متبوع خود برای مطالعه در وضیعت این مستعمره دوردست دانمارک به سن توماس فرستاده شده بود، متوجه جوانی شد که در فواصل کار تجاری خود در بندر به طراحی می‌پرداخت. به زودی بین دو جوان رابطه دوستی برقرار شد. مل بی اندکی مسن‌تر بود و از این‌رو در زندگی هنری خود کمی پیش تر بود. کامی پیسارو عمیقاً تحت تأثیر او قرار گرفت تا آنجا که در اثر تشویق‌های او مصمم شد ار حرفه خود بگریزد و همراه او به کاراکاس و ونزوئلا برود.

### شروع زندگی مستقل
در ۱۲ نوامبر ۱۸۵۲ همراه با مل بی وارد بندر لا گوایرا شدند. تقریباً، بلافاصله، پیسارو وارد مجمعی از افراد با فرهنگ گردید که اکثراً دوستار موسیقی بودند. در اوت ۱۸۵۴ به تنهایی به سن توماس برگشت و بعد در ۱۸۵۵ به فرانسه رفت تا برای همیشه آنجا بماند. در این هنگام، پدرش که تمایلات هنری پسر به خوبی برای او ثابت شده بود دیگر برای جلوگیری از آن‌ها کوششی نمی‌کرد. بی شک او نیز این حقیقت را پذیرفته بود که پسرش، که در آن زمان ۲۵ ساله بود، در کار تجارت ابداً استعدادی ندارد؛ بنابراین با موفقیت خانواده شروع به ادامه تحصیل در پاریس کرد، اکنون می‌توانست به معاشرت با هنرمندان مسن‌تر از خود و حتی استادانی چون کامی کورو (که او را در خانه خود مسکن داد) تکیه کند.

### مهارت در منظره‌پردازی
مهارت خاص او در منظره‌سازی آشکار بود، منظره‌های مورد علاقه او اکثراً مناظر بیگانه و غیر فرانسوی بودند. او تا سال‌های متمادی خاطرات مناطق گرمسیری را چنان خوب به یاد می‌آورد که آن‌ها را با همه ویژگی‌هایشان نقاشی می‌کرد. همان زندگی گیاهی که با نخل‌های بلند و رنگ پردازی گرم و افق‌های گسترده دوردست نمایانده می‌شد و انسان تکرار و بازتاب آن را، بعدها، در بهترین تابلوهای امپرسیونیستی می‌یابد. پیسارو از همه بیشتر به توصیه‌های آنتون مل بی (برادر فریتس مل بی) که در زمان اقامت در هند غربی دوست و مشاور او بود، گوش فرا می‌داد، خود او نیز نقاش بود. او با آغوش باز از پیسارو استقبال کرد.

### ابتدای مسیر طلایی
سال ۱۸۵۵ برای این مرد جوان فرصتی طلایی بود که با استفاده از آن توانست فعالیت هنری خویش را آغاز کند و برای خود نقطه اتکایی تدارک ببیند. بخش هنرهای زیبای نمایشگاه بین‌المللی شامل همه نام‌های مشهور بود و انگر و دولاکروا را به مبارزه با یکدیگر کشانیده بود. ظاهراً هم‌زمان با برپایی همین نمایشگاه بود که پیسارو را تب هواخواهی از کورو فراگرفت. شاید در همان‌جا بود که او احساس کرد کششی نیز به جانب دوبین یی و میله دارد. با مشاهده آثار این نقاشان پیسارو فهمید که دیگر نمی‌تواند به خاطرات خویش تکیه نماید. او درک کرد که مشاهده بی واسطه می‌تواند آزاداندیشی تازه‌ای به او بدهد پس پند کوربه را گوش داد (باید به میان کشتزارها بروی، الهه موسیقی در دل جنگل هاست). در طی همین جستجوها با لودوویک پی یت، شان رویی ژان آلفرد دبروسه، و نیز کلود مونه آشنایی یافت.

### اولین نمایشگاه

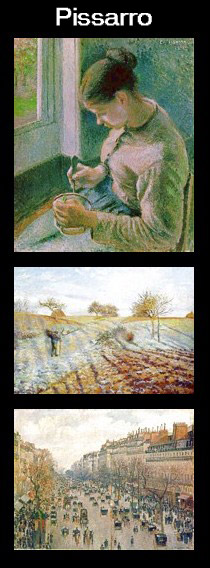
از آثار کامی پیسارو.

سال ۱۸۵۹ را شاید بتوان سال شروع فعالیت رسمی او به حساب آورد، برای نخستین بار در سالن رسمی تابلویی یه نمایش گذاشت: این تابلو منظره‌ای در مون مورنسی بود. در ۱۸۶۳ با ارسال ۳ تابلو به نمایشگاه مشهور سالن مردودین که مورد حمایت ناپلئون سوم واقع شده بود حضور خود را اعلام کرد (ظاهراً ناپلئون سوم از مخالفان این هنرمندانی که ۱۰ سال بعد کانون و هسته امپرسیونیسم را تشکیل دادند بسیار آزادمنش تر بود) هنر پیسارو به سرعت شکل می‌گرفت. از ۱۸۶۶ به بعد، می‌بینیم که به تدریج از زیر نفوذ کورو خارج می‌شود. به رنگ‌های روشن‌تر می‌گراید، تون خنثی رفته رفته در کار او کاستی می‌گیردو هوا سبکبارتر از پیش در فضای درخشان تابلوهایش به گردش در می‌آید. آن نشانه‌هایی که مشخصه تکنیک امپرسیونیستی بودند در کار او وضوح بیشتری می‌یابد و با استفاده از کاردک و با ضربه‌هایی نرم‌تر و پرپیچ و تاب از هر زمان دیگر آثار خود را خلق می‌کند.
زمانی که به پاریس آمد مشتری همیشگی کافهٔ گوئربوآ در خیابان کلیشی شد. این کافه از زمستان ۶۸–۱۸۶۷ به صورت محل تجمع داستان نویسان، منتقدان و نقاشان درآمده و مکانی برای تبادل افکار آنان شده بود. پیسارو در این کافه، مانه، رنوآر، دگا، فانتن لاتور، براکه موند و نویسندگانی چون دورانتی، آرماند سیلوستر، زاکاری و حتی بعضی اوقات زولا را می‌دید.

### تلالو دریافتگری-نقطه آغاز
او تا سال ۱۸۷۰ در لووه سینه ماند. سپس از بیم هجوم ارتش آلمان تصمیم گرفت عازم انگلستان گردید. اقامت در لندن صرفاً یک دورهٔ تبعید و اضطراب نیست که پیسارو در طی آن برای بازگشت به فرانسه روزشماری کند. بلکه مرحله ایست که قطع رابطه با گذشته و همچنین آغازی دیگر را مشخص می‌نماید؛ زیرا در واقع، درست در همان لحظه حوادثی در جریان بود که بر آیندهٔ دریافتگری تأثیر قطعی داشت. پیسارو مرتب با مونه، که او نیز به انگلستان پناهنده شده بود دیدار می‌کرد و به واسطهٔ تبادل افکاری که میان این دو صورت می‌گرفت، نکات باریک این هنر جدید روشن و مشخص می‌شد و به آزادی بیشتر آن می‌انجامید. این دو تن به اتفاق به موزه‌ها می‌رفتند و ترنر را، با رنگ‌های درخشان، شفافیت رنگی و برداشت خیال گونه‌اش از طبیعت و به خصوص طرز کار او را درکشیدن ابرها و متحجر نکردن آن‌ها کشف می‌کردند. پیسارو به محض فراهم شدن موقعیت به فرانسه برگشت، اما حتی یکی از هزار و پانصد تابلویی را که هنگام ترک پاریس در کارگاه خود در لووه سینه به جا گذاشته بود در جای خود نیافت و طبیعی است که همین خسران برای او به منزلهٔ علامت راهنمائی بود که نقطهٔ آغازی دیگر را نشان می‌داد. او به چهلمین سال زندگی خود رسیده بود، با این حال آن‌قدر شهامت و آزادگی داشت که راهی تازه در پیش بگیرد و سرمشق دیگران گردد. او رها از گذشتهٔ خویش دوباره آغاز کرد، از این مرحله به بعد تکنیک او به مراتب مطمئن تر و تصور او از کاری که می‌خواست انجام بدهد به مراتب روشن‌تر می‌گردد و این کار چیزی نیست مگر مطالعه و تحقیق در طبیعت.

### تأثیرات متقابل سزان و پیسارو
او در نواحی منظره‌های آسنی و اوورا را که سزان در همان دوره به جستجوی موضوع برای چند تابلوی مهم به آنجا رفته بود بازیافت. دلائل بسیاری دردست هست که تأیید می‌کند این دو هنرمند بر یکدیگر تأثیر گذاشته‌اند: سزان راه ساده کردن ترکیب بندی تابلوها و منسجم تر کردن آن‌ها را به پیسارو نشان داد و پیسارو نمونهٔ نقاشی درخشنده‌تری را که از رنگ‌های روشن تری ترکیب شده بود پیش روی سزان قرار داد. به یمن وجود این دو، و همچنین هنرمندان دیگری که در پاریس مانده بودند، دریافتگری در راه شکوفایی افتاده بود هنرمندان به‌واسطه علائق مشترک و دوستی تازه یافته‌شان به یکدیگر نزدیک شده بودند و خود خبر نداشتند که راه را برای یک انقلاب راستین آماده می‌کند. در فرهنگستان سوئیس، یعنی همانجایی که در ۱۸۵۷ با مونه آشنا شد، اکنون پس از سال‌ها سزان و گیومن را ملاقات می‌کرد. دوستی‌اش با رنوار و سیسلی ظاهراً در حوالی ۱۸۶۵ شروع شد. سخاوت پیسارو، و نیز این حقیقت که او مسن‌ترین فرد گروه بود، در چشم دوستان جوان‌ترش به او اعتباری خاص می‌داد.

### دریافتگری-طلوع آفتاب
یکی از مراحل مهم تاریخ دریافتگری تشکیل نمایشگاهی بود که این نقاشان به همراه تنی چند از نقاشان دیگری که مثل خود آن‌ها از عدم انعطاف و سختگیری داوران تالار رسمی ناخشنود بودند و رغبتی به ایجاد رابطه‌ای مجدد با دانشگاهیان نداشتند، ترتیب برپایی آن را دادند. این گروه مختلط عنوانی تقریباً مبتذل برای خود انتخاب کرد. انجمن نقاشان، مجسمه‌سازان و حکاکان. خود همین عنوان نشان می‌داد که آن‌ها در آن لحظه هیچ قصد فتنه انگیزی نداشتند. در روز ۱۵ آوریل، این نمایشگاه نامتجانس در ناحیه‌ای در بولوار کاپوسین که نادار عکاس سخاوتمندانه در اختیار آنان قرار داده بود، درهای خود را بر روی مردم گشود و برخلاف انتظار بلافاصله سر و صدا بپا کرد. مطبوعات که آزرده شده بودند و مردم به شوق و شعف درآمده هر دو به تمسخر و ریشخند زبان گشودند، و عدم درک آن‌ها عاقبت به غلیان خشم انجامید. پیش از آن هیچگاه یک نمایشگاه نقاشی مایهٔ اینهمه خشم و هیاهو نشده بود. چند سال پیشتر مانه، با تابلوهای ناهار در چمنزار و المپیای خود به تهدید اخلاق عمومی متهم شده بود، این بار هیچ‌کس نمی‌توانست به موضوع ایراد بگیرد چرا که موضوع اکثر تابلوها منظره بود، از این‌رو این خود نقاشی‌ها، و تکنیک ناآشنای آن‌ها، بود که در معرض انتقادهای مخالف قرار می‌گرفت.
اما به راستی کیفیت تحریک‌کنندهٔ این نقاشی‌ها، که چنان شدید بود که تودهٔ مردم به رغم بی‌زیان بودن مضامین شان آنگونه قهرآلود به آن‌ها می‌تاختند، در چه بود؟ کلید ماجرا شاید تابلویی از مونه به نام دریافتگری طلوع آفتاب بود که در همان نمایشگاه آویخته شده بود و مایهٔ اصلی آزردگی بود. نویسندهٔ مقاله‌ای در نشریهٔ شری واری تابلوی مونه را مظهر مسخرگی این شکل جدید هنری قلمداد کرد و اصطلاح امپرسیونیسم‌ها را که ساخته خودش بود به هنرمندان شرکت‌کننده در نمایشگاه اطلاق کرد.
این اصطلاح بلافاصله مقبول واقع شد و همان هنرمندانی که به مسخره امپرسیونیست خوانده شده بودند آن را پذیرفتند. امپرسیون یعنی تأثیر یا تأثری که روی ذهن یا حواس پنج‌گانه ایجاد می‌شود. با آنکه سیل پیش‌بینی‌نشده‌ای از بدزبانی آنان را بهت زده ساخته بود، اما دلسرد نشدند. تصمیم گرفتند وارد میدان مبارزه شده و با عداوت عمومی بجنگند.

### پذیرش دریافتگری-نمایشگاه‌ها
سال بعد ۱۸۷۶ آن‌ها نمایشگاه دیگری دایر کردند که شرایط سختگیرانه‌تری را در پیش پای بازدیدکننده‌ها قرار می‌داد: تنها کسانی اجازهٔ ورود به نمایشگاه را داشتند که برچسب رسوای امپرسیونیسم را پذیرفته و تعهدی معین سپرده بودند؛ ولی اکنون تعداد هم‌پیمانان به‌مراتب بیشتر و چشمگیرتر بود و همین به هنرمندان جرأت می‌داد که خود را برای یک نمایشگاه سوم آماده کنند. در آوریل ۱۸۷۷ نمایشگاه مزبور دایر شد و این بار هژده نقاش، و از جمله نقاشانی که امروز استادان دریافتگری به‌شمار می‌روند، در آن شرکت کردند. هر یک از نقاشان شرکت‌کننده تعداد چشمگیری از آثار خود را بنمایش گذاشته بود. نمایشگاه چهارم امپرسیونیست‌ها که در سال ۱۸۷۹ در خیابان اپرا برپا شد تعدادی غایب داشت رنوار، سیسلی و سزان – اما برای نخستین بار به حضور گوگن، که محجوبانه و تنها با یک تندیس در نمایشگاه شرکت کرده بود آراسته می‌شد. پنجمین نمایشگاه در سال ۱۸۸۰ نمایشگاه‌های ششم و هفتم در سال‌های ۱۸۸۱ و ۱۸۸۲ برگزار شد، بعد از این نمایشگاه‌ها، آخرین نمایشگاه دریافتگری یعنی نمایشگاه هشتم با تأخیر چند ساله در سال ۱۸۸۶ دایر شد و پس از آن به‌دنبال اختلاف نظرهایی که ریشه‌های عاطفی داشت و زاییدهٔ شخصیت‌های شدیداً فردگرایانهٔ تک تک آن‌ها بود، اعضای گروه پراکنده شدند.
پیسارو هفت بچه داشت که در فاصله سال‌های ۱۸۶۳ تا ۱۸۸۴ به دنیا آمده بودند، و از این جهت بار سنگینی به دوش او بود. او بیشتر وقت خود را صرف مراجعه به مشتریان خود می‌کرد تا شاید چند فرانکی که می‌توانست برای او حیاتی باشد از آن‌ها به‌دست بیاورد. با همه این‌ها انسان هیچگاه در تابلوهای پیسارو کوچک‌ترین نشانه‌ای از سستی و دلسردی نمی‌یابد. هنر او در عین جدی بودن غمگین نیست، و متانت آرامش بخشی دارد، گوئی برای او هیچ چیزی بجز نقاشی اهمیت نداشته است. منظره‌های او به جهانی بی دغدغه تعلق دارند و هنرمندی که این جهان را می‌دیده تنها به ترسیم آنچه می‌دیده می‌اندیشیده است. پیسارو در هر کاری که انجام می‌داد نوعی خیرخواهی و نوعی اشتیاق به تفهیم منظور خویش از خود ابراز می‌کرد که او را شدیداً دلسوز جلوه می‌داد.
تاباران در چند خط تصویری زنده از این مرد پیش روی ما می‌گستراند: او می‌گوید: پیسارو همیشه از تحسین کردن رفقای خود خوشحال می‌شد. طنز گزنده ملایم را بکار می‌برد و گاهی زبان تندی داشت، اما هیچ‌وقت یک کلمه واقعاً تحقیرآمیز از دهانش بیرون نیامد و بر قلم اش جاری نشد. هر وقت آن بقول خودش اردوی دوستانش در معرض تفرقه قرار می‌گرفت او وارد معرکه می‌شد و از برکت خلق خوش و طنز نشاط آلود وی، که سختی ی تقلاهایش برای ادامه حیات هیچگاه نتوانست آن را از میان ببرد، کشمکش‌ها فوراً تمام می‌شد.

### جدا شدن راه‌ها ۱۸۹۰–۱۸۸۰
سال‌های ۱۸۸۰ تا ۱۸۸۵ برای تمام اعضاء گروه دریافتگران اهمیت بسیاری داشت و در طی این سال‌ها تغییرات متعددی در زندگی و آثار ایشان به وجود آمد. در ۱۸۸۱ رنوار، بعد از نخستین سفرش به ایتالیا، درحالی‌که شدیداً تحت تأثیر رافائل قرار گرفته بود، به فرانسه برگشت، این تأثیر بحدی شدید بود که او با شیوه‌ای تازه، با سطوح نرم‌تر و فرم رهای به‌مراتب واضح تر شروع به کار کرد. بعداً در ابتدای سال ۱۸۸۴، قدم در مسیر تازه‌ای گذاشت که به اعتقاد خودش او را کاملاً از دریافتگری دور می‌کرد. در ۱۸۸۳ مونه در ژیورنی اقامت گزید و از آن پس اکثر مضامین خود را از همان‌جا گرفت. در ۱۸۸۴ پیسارو در ارانیی سورایت رحل اقامت افکند و این مکان تا آخر عمر پیسارو محل تجمع خانوادهٔ وی شد. غیبت سزان، رنوار، سیسلی و مونه از نمایشگاه ۱۸۸۱، که پیشتر به آن اشاره کردیم، مقدمهٔ انحلال بعدی گروه را فراهم کرد. در ۱۸۸۵ سورا جزئیات نهائی شگرد نقطه‌چینی خود را تکمیل کرد، روی تابلوی گراند ژات کار کرد و با پیسارو آشنا شد. از آغاز سال ۱۸۷۸ سزان که برای کار کردن به پرووانس رفته بود، همچنان در آنجا ماندگار شد و بزودی دیدارهایش از پاریس فاصله دار و کم شد. چندین تن از هنرمندان گروه یکبار دیگر کوشیدند تا خصومت هیئت داوران سالن رسمی را برطرف کنند و در مواردی هم موفق شدند که این خود نشان می‌داد که آن‌ها به جنگ با سنت‌ها پایان داده و از عقاید انقلابی ی خود دست کشیده‌اند، اما سرخورده از نتایج این راست‌گرایی یکی پس از دیگری همگی شان از کوشش برای حصول به مهر تأیید رسمی دست برداشتند.
نمایشگاه تک‌نفرهٔ پیسارو در ماه مه ۱۸۸۳ برپا شد. در همین سال، گوگن چندین روز با پیسارو در آسنی نزدیک پونتوآز، به‌سر برد و این دو پهلو به پهلوی یکدیگر از مناظر واحدی تابلو کشیدند. سپس پیسارو به روئن رفت و چندی نگذشت گه گوگن نیز به آنجا آمد تا نزد خانوادهٔ او زندگی کند. او پیرتر و کهتر دریافتگرها بود، اما میل مبارزه‌اش کم از دیگران نبود. با این حال زمانی که پس از سال‌ها کوشش برای پیشبرد جنبش، دریافتگری در آستانهٔ کامیابی قرار گرفتند، پیسارو بدون هیچ تردید و دودلی همهٔ آن مزایایی را که ممکن بود برای او ذخیره و پس‌انداز شده باشد رها کرد و به تعهد خطیر تازه‌ای دل بست. نقطه‌چینی (پوانتیلیسم) سورا ویارن او، که پیسارو برای آن‌ها نیز در حکم یک پیر محترم و براستی یک ریش سفید بود. آنگاه، پس از یک دورهٔ تجربه‌اندوزی پی برد که این تکنیک (نقطه‌چینی) نیز بارآوری مورد انتظار او را ندارد؛ و او آنقدر شجاعت داشت که دست از نقطه‌چینی بشوید و یکبار دیگر انزواء در پیش بگیرد، انزوائی بیشتر از هر زمان دیگر، چه پشتیبانان او در این زمان از کژروی‌های او در تجربه‌اندوزی که به گمان آنان به نتیجه‌ای نمی‌رسید، دل‌چرکین شده بودند، و از سوی دیگر دوستان دریافتگرای او نیز هر یک راه خویش در پیش گرفته بودند و او نسبت به همه اعضای برجستهٔ گروه امپرسیونیست‌ها در تنگنای مالی بیشتری بود.

## در مقابل طبیعت ترسو نباش، دل داشته باش، حتی به قیمت اشتباه کردن
یا گول خوردن. یک استاد بیشتر برای تو وجود ندارد، آن هم طبیعت است همیشه باید به طبیعت مراجعه کنی.

### نقطه‌چینی
او در ۱۸۸۵، و از طریق سینیاک با سورا آشنا شد و بلافاصله نسبت به نظریه‌های جدیدی که پیشنهاد می‌شد علاقه نشان داد، این نظریه‌ها می‌خواستند با تأمین پایه‌ای محکم برای امپرسیونیسم و نیز بهره‌گیری از دانشی که در زمینهٔ ترکیب و تقسیم رنگ‌ها به‌دست آمده بود، به امپرسیونیست استحکام و قوت بیشتری بدهد. اندیشهٔ اولین بنیان‌گذاران امپرسیونیسم بدین سان بگمان او می‌توانست به برکت یک ساخت محکم از استحکام بیشتری برخوردار شود. ساخت محکمی که می‌توانست آن هنر انقلابی (امپرسیونیست) را به نوع تازه‌ای از کلاسیسیسم مبدل کند که ریشه در اصول و مبانی علمی داشته باشد. در ۱۸۸۴ سورا که تابلوی استحکام را کشیده بود، هنوز تکنیک خاص خود را کامل نکرده بود، اما در آغاز سال ۱۸۸۵ او در ترکیب‌بندی بزرگ خود یکشنبه در گراند ژات که یکسال بعد در سالن مستقلین به نمایش درآمد، این تکنیک را بکار گرفت. از همین زمان بود که پیسارو متقاعد شد که تقسیم رنگ به لکه‌های ریز جدا از هم می‌تواند باعث درخشان‌تر شدن سطح رنگ‌آمیزی شده گردد.
در نمایشگاه هشتم امپرسیونیسم‌ها در ۱۸۸۶ همهٔ تابلوهای مهم بنمایش درآمده با همین روش با نقطه‌های ریز ترسیم شده بود. باین ترتیب پیسارو بر تمام آن تئوریهایی که سرانجام به آنچه که شاید بتوان دریافتگری علمی اش خواند منتج گردید، صحه گذاشت، و آن‌ها را در برابر مکتب دیگری که خود نام دریافتگری شاعرانه رومانتیک) به آن داده بود پذیرا شد. از آنکه وقت خود را وقف دنبال کردن یک مسیر تازه بنماید هراسی ندارد. به همین گونه چند سال دیرتر در حوالی ۱۸۹۰ از اینکه همین راه تازه را نیز کنار بگذارد ترسی به خود راه نداد. چه متقاعد شده بود که برای او امکانات در آن راستا محدود است.

### آخرین سال‌ها ۱۹۰۳–۱۸۹۱
از سال ۱۸۹۰ به بعد هر چند هنوز روزهای سخت دیگری در پیش بود با این وجود اوضاع پیسارو و به تدریج بهتر شد. پشتیبانان پیشین او وقتی انصراف او را از پوان تیلیسم اصولی مشاهده کردند بیعت خود را با وی تجدید نمودند اما این به آن معنا نبود که تغییر عقیدهٔ پیسارو بنا به مصالح و مقتضیات به او تحمیل شده باشد. همچنان‌که پیشتر دیدیم، او مدت‌ها روی این تصمیم خود فکر کرد و تنها زمانی که برطرف کردن خشکی تکنیک مزبور را غیرممکن تشخیص داد از آن روی برگرداند. در این حال، در حراج ماه مه ۱۸۹ دو منظرهٔ او به قیمت‌های ارضاکنندهٔ دو هزار و صد، و هزار و چهارصد فرانک به فروش رفت که خود نشان می‌داد مردم کم‌کم پیسارو را به عنوان یکی از استادان دریافتگری می‌پذیرند. در حوالی اواخر سال ۱۸۹۲ پیسارو از سفر انگلستان بازگشت و به همراه خود مجموعهٔ مهمی از آثار نقاشی را به فرانسه آورد که شدیداً مورد توجه دوران روئل قرار گرفت. اما تشویق و تحسین او مانع از چانه زدن‌اش نشد. چک و چانه زدنی که پیسارو در مکاتبه با میربیو به آن اشاره کرده است. او در ۲۲ نوامبر می‌نویسد:
تکلیف هیچ چیزی با دوران روئل مشخص نشده، خدای من. وقتی وجود هنرمند لازم به حساب نمی‌آید، داد و ستد تجارتی می‌تواند خیلی طول بکشد… تابلوها انتخاب شده و برای فروش به یانکی‌ها هم با ارزش تشخیص داده شده است. اما، با آنکه یک هفته پیش به‌طور تخمینی ارزیابی شده‌اند، هنوز هیچ توافق نهائی روی قیمت‌هاشان صورت نگرفته است و این ابداً مایه قوت قلب نیست. بدون تردید دوران (روئل) بو برده که من به این پول احتیاج دارم! ما به دور یکدیگر چرخ می‌زنیم و سعی می‌کنیم نقطهٔ ضعفی پیدا کنیم و به آن چنگ بیندازیم. مثل دو تا بوکسور هستیم، من لاغر و کم نفس ام و او درشت و پر زور. برای همین من سعی می‌کنم حیله‌گر باشم … اما ظاهراً حیله‌گری هم چاره ساز نیست!
 اما پس از این ماجرا اوضاع هنرمند نسبتاً خوب شد. بعید به نظر نمی‌رسد که نمایشگاهی که در ۱۸۹۰ به وسیلهٔ تئو وان گوگ، برادر ونسان، در گالری بوسوو والادون از آثار پیسارو ترتیب یافت و مقدمه‌ای که گوستاو ژفروی بر کاتالوگ این نمایشگاه نوشت، دوران روئل را از رقابت سوداگران دیگر به وحشت افکنده باشد. بعد از نمایشگاه مزبور روئل نیز نمایشگاه‌های تک نفرهٔ پشت سر همی از آثار او ترتیب داد، که نخستین آن‌ها که بسیار موفق هم بود، در ۱۸۹۲ (با پنجاه رنگ روغن و بیست و یک گواش) و نمایشگاه‌های بعدی در سال‌های ۱۸۹۳، ۱۸۹۴، ۱۸۹۸ و ۱۹۰۱ برگزار شد. بهبود وضعی مالی پیسارو به او امکان داد که اتاق کوچک خود در اران بی را به کارگاهی بزرگ مبدل کند و به سفرهای بیشتری برود و باین ترتیب مضامین و موضوعات تازه‌ای برای آثار خود بیابد.

### خانواده پیسارو
اران یی مرکزی شده بود که زندگی پیسارو به گرد آن می‌چرخید، آشیانه‌ای که خانوادهٔ او را در خود می‌گرفت و برای تک تک ایشان کانون صمیمیت و آرامش بود. پیسارو در طی روزهای تنگدستی اغلب به پاریس می‌رفت و چند روزی در آنجا می‌ماند تا با خریداران احتمالی دیدار کند، سفرهای دردناکی که واقعاً گاه به کاسه گدائی به‌دست گرفتن شباهت می‌یافت. اران یی برای او یک پناهگاه بود، مأمنی آرامش بخش که او می‌توانست در آن نگرانی‌های پولی همیشگی خود را از یاد ببرد، و با وجود غرولندهای گاه بگاه مادام پیساروی نازنین آسایش خاطر بیابد. بچه‌ها فضای دلپذیری ایجاد کرده بودند که پدر و مادر از آن استقبال می‌کردند و آن‌ها بیشتر دلشان می‌خواست شفقت ببینند نه سرزنش. جوجه‌ها به سرعت به یک خانوادهٔ بزرگ تبدیل شدند. کامی پیسارو هفت فرزند داشت. لوسین متولد ۱۸۶۳، ژان متولد ۱۸۶۵ ژرژ متولد ۱۸۷۱ که نقاشی‌های خود را مانزانا امضاء می‌کرد، فلیکس متولد ۱۸۷۴ که نام جین روش را برای امضای کارهای خود انتخاب کرد. لودوویک رودلف متولد ۱۸۷۸ که به لودوویک رودو معروف بود، ژان متولد ۱۸۸۱ و بالاخره پل امیل متولد ۱۸۸۴ که تابلوهایش را به صورت سر هم PAULEMILE امضاء می‌کرد. با توجه به وضع اقتصادی پدر ظاهراً هیچ‌یک از بچه‌های او باید به گرد فعالیت‌های هنری نمی‌چرخیدند. اما کامی که به گونه‌ای ثابت‌قدمانه به خدمت به هنر اعتقاد داشت نمی‌توانست آن‌ها را به انحراف از راه‌های مقدر شده‌شان وادار کند. او که در نامه‌ای نوشته بود: «خودت می‌توانی حدس بزنی چقدر ناراحت ام، زنی پا به ماه را تنها، بدون امکانات مالی و با دو تا بچه، توی روستا به حال خود گذاشته‌ام …» در رابطه با گیومن، که وعدهٔ تأمین شغل مناسبی در دستگاه دولتی را به او داده بود می‌نوشت. «بهتر همون که به بوروکراسی بگوئی برود به جهنم! البته اینجور حرف زدن دون شان آدم است اما معطل اش نباید کرد!»با داشتن پدری با این طرز تفکر، فرزندان چگونه می‌توانستند جلب فعالیت‌های هنری نشوند؟ همهٔ فرزندان پیسارو نقاشی می‌کردند، لوسین که از همه بزرگتر بود، خیلی زود به انگلستان عزیمت کرد و در آنجا با برخی هنرمندان پیشرو، از جمله ویلیام موریس و یاران او، رابطه برقرار کرد و بلافاصله از طرف اعضای این جنبش جدید پذیرفته شد و همگان با آن‌ها به هواخواهی از احیاء پیشه‌وری به‌وسیلهٔ پیشه وران برخاست. او (لوسین) به ویژه به ساختن کتاب هائی علاقه داشت که در آن‌ها فن چاپ و صفحه آرائی در کنار یکدیگر می‌آمدند و به‌خصوص دلش می‌خواست به حکاکی‌های چوبی بها بدهد. در مکاتبه میان او و پدرش راجع به این مبحث به‌خصوص تبادل نظرهای فراوانی صورت گرفته است. او در این زمینه نقش فعالی ایفا می‌کرد و کامی پیسارو طراحی‌های متعددی برای وی کشید تا آن‌ها را به حکاکی تبدیل کند.

### سفرهای پیسارو
طی چند سال بعدی پیسارو چندین بار به انگلستان، بلژیک و هلند سفر کرد و در کشور خود از بورگوندی روآن و لوهاور دیدن کرد. این سیاحت‌ها به او فرصت داد که جاذبه‌ای را که منظره‌های شهری برای وی داشتند با نقاشی‌های خود نشان بدهد. از پشت پنجرهٔ اتاق‌های هتل او می‌توانست پرسپکتیوی را ببیند و ارائه کند که در آن خیابان‌ها بطرف افق زاویه پیدا کرده بودند و فضای بالای آن‌ها به‌وسیلهٔ خانه‌های مرتفع بریده نشده بود. در لوهاور، دی یپ و روئن او زندگی ی پر جنب و جوش بندرگاه‌ها را از بالا می‌دید. این‌گونه دیدن مشخصهٔ تمرین‌های امپره سیونیست‌ها بود که در مورد همه سوژه‌ها تنها به این قناعت نمی‌کردند که جنبه‌های مکانیکی دنیای اطراف خود را ببینند بلکه بر عکس خشکی زندگی شهری را به تحرک و جنبش تبدیل می‌کردند، گوئی هر آنچه در مقابل چشم ایشان بود گندم‌زار پوشیده از گلی است که باد در آن افتاده است!
سفرها و تجربه‌های پیسارو یک جنبه از پیشه‌وری او را به خوبی نشان می‌دهند. او نسبت به عاطفه انسانی و هم چنین جستجوی تکنیک‌های تازه نظر مساعد داشت و دلش می‌خواست بابهره‌گیری از تکنیک‌های جدید آنچه را در اندیشه و در دل داشت بیان کند. درست است که او روش‌های نقاشی هنرمندان دیگر را از نزدیک و با دقت مطالعه می‌کرد، ولی دقت فوق‌العاده‌ای طراحی‌ها، ظرافت و دلربایی آبرنگ‌ها، و خلوص پاستل‌های او را نباید نادیده بگیریم. در همه این زمینه‌ها، او زبانی مناسب تکنیک‌های مزبور اختیار کرده است مثلاً در نقاشی روی بادبزن که آنقدر موفق بودند.

### حکاکی پیسارو
او از بین همهٔ زمینه‌های مورد علاقهٔ خود حکاکی را بیشتر از همه مورد مکاشفه قرار داد و بهترین نتیجه‌ها را از آن گرفت. او نسبت به دیگر نقاشان دور و بر خود، حکاکی روی مس و هم چنین لیتوگرافی را ماهرانه تر انجام می‌داد و همان حرکت و ظرافتی را که امپره سیونیست‌ها به نقاشی وارد کردند با این وسائل به دست می‌آورد. این درست است که نور در حکاکی نقش عمده‌ای ایفا می‌کند و باز درست است که مسئلهٔ نور درصدر اندیشه‌های پیسارو جای داشت. اما در نقاشی دریافتگری نور از کنار هم قرار گرفتن رنگ‌ها به‌دست می‌آید، حال آنکه در حکاکی تضاد میان سیاه و سفید است که نور را به وجود می‌آورد. پیسارو این مطلب را فهمیده بود و به‌طور غریزی و نیز با مهارت فنی سخت به‌دست آمدهٔ خود از آن استفاده می‌کرد. اولین حکاکی‌های او تاریخ ۱۸۶۳ را دارند و تعداد آن‌ها محدود است. در حوالی ۱۸۸۰ استفاده از تکنیک آکواتینت به او امکان داد که به کارهای خود تنوع و درخشندگی بیشتری بدهد. او مقارن با این زمان آثاری به وجود آورد که تسلط او را بر ابزار کار وی هر چه بیشتر نشان می‌دادند. تا سال ۱۸۷۹، او تنها در حدود ده کار حکاکی روی مس انجام داده بود و همچنان‌که در مورد نقاشی اش دیدیم، اینجا هم در آغاز تأثیر کورو بر پیسارو قابل ملاحظه بود. اما در ۱۸۷۴ چهره‌نگاره مشهور سزان با کلاه و پالتو مهارت چشمگیر، و تکنیک شخصی کاملاً جا افتاده‌ای را آشکار کرد. پیسارو کار حکاکی را دنبال کرد و تا دم مرگ آن را ادامه داد، در واقع آخرین حکاکی او در سال ۱۹۰۲ به وجود آمد. از او در مجموع صد و بیست و هفت اثر حکاکی به جای مانده است. او تا سال ۱۸۹۴ به کار چاپ سنگی نپرداخت و پس از به وجود آوردن حداکثر ده لیتوگراف، لیتوگرافی را کنار گذاشت و یکبار دیگر تنها در ۱۸۹۴ به آن روی آورد. تعداد لیتوگراف‌های او تقریباً شصت تاست. به‌طور کلی جمع آثار حکاکی او، شامل حکاکی خشک، حکاکی روی لاک، اسید خوردگی روی فلز و لیتوگراف نزدیک به دویست حکاکی است، که برخی از آن‌ها مدتی فراموش شده بودند، اما پس از آنکه دلتایل نام یکصد و نود و چهار حکاکی پیسارو را در کاتالوگی ذکر کرد مجدداً سر و کلهٔ آن‌ها ظاهر شد. در همه حکاکی‌های او سوژه‌های مورد بحث در نقاشی‌هایش ت کرار شده‌اند. روستاهایی با افق‌های گستردهٔ غرق در نور، خیابان‌های شهری، اسکله‌های بارگیری، صحنه هائی از زندگی روستائیان، و همهٔ این صحنه‌ها با تاش‌های نرم و ملایم ترسیم شده‌اند و همان حال و هوای انسانی ساده‌ای را که هنرمند به مدد آن به درون سوژه‌های خود رسوخ می‌کرد دارا هستند.

### درگذشت
هر چند وضع مالی او در سال ۱۸۹۰ به‌مراتب بهتر از سابق شده بود، پیسارو هیچگاه از دغدغه‌های بی‌پولی رهایی نیافت. با این همه انسان می‌بیند که خلق و خو و روحیهٔ او هرگز زیر تأثیر عامل مادی قرار نگرفت و این عامل نتوانست او را از جابجا شدن یا اقامتگاه به گاه در پاریس بازدارد. زمانی که آپارتمان شماره ۱ بولوار مورلان را اجاره می‌کرد. گرفتار آبسه پروستات بود، مرضی که در ۱۳ نوامبر ۱۹۰۳ سرانجام او را از پای درآورد.

نامه‌ای که لوسین در روز ۲ سپتامبر ۱۸۹۰ برای پدر خود نوشته است، گویی برای سنگ مزاراو نوشته شده و می‌خواهد نظم بلند هنر پیسارو را بیان کند. لوسین می‌نویسد: 
«این که چطورهمه چیز با هم جفت و جور می‌شود حیرت‌انگیز است. اولین تابلوها، تابلوهای پونتوآز، تابلوهای پوآن تیلیست و کارهای اخیر وقتی در کنار هم قرار می‌گیرند، مجموعهٔ محکم و یک دستی تشکیل می‌دهند و آن تنوع و اختلاف شدیدی را که مورد انتظار من بود نشان نمی‌دهند. تأثیرپذیری هاو تکنیک‌های مورد استفادهٔ او هر چه که باشد، کار او تلاشهای بی‌وقفه‌اش را برای تلفیق و ترکیب آن ارزش‌های هنری که نشانه و انگ هنر او می‌باشد به خوبی نشان می‌دهد. »

## نگارخانه

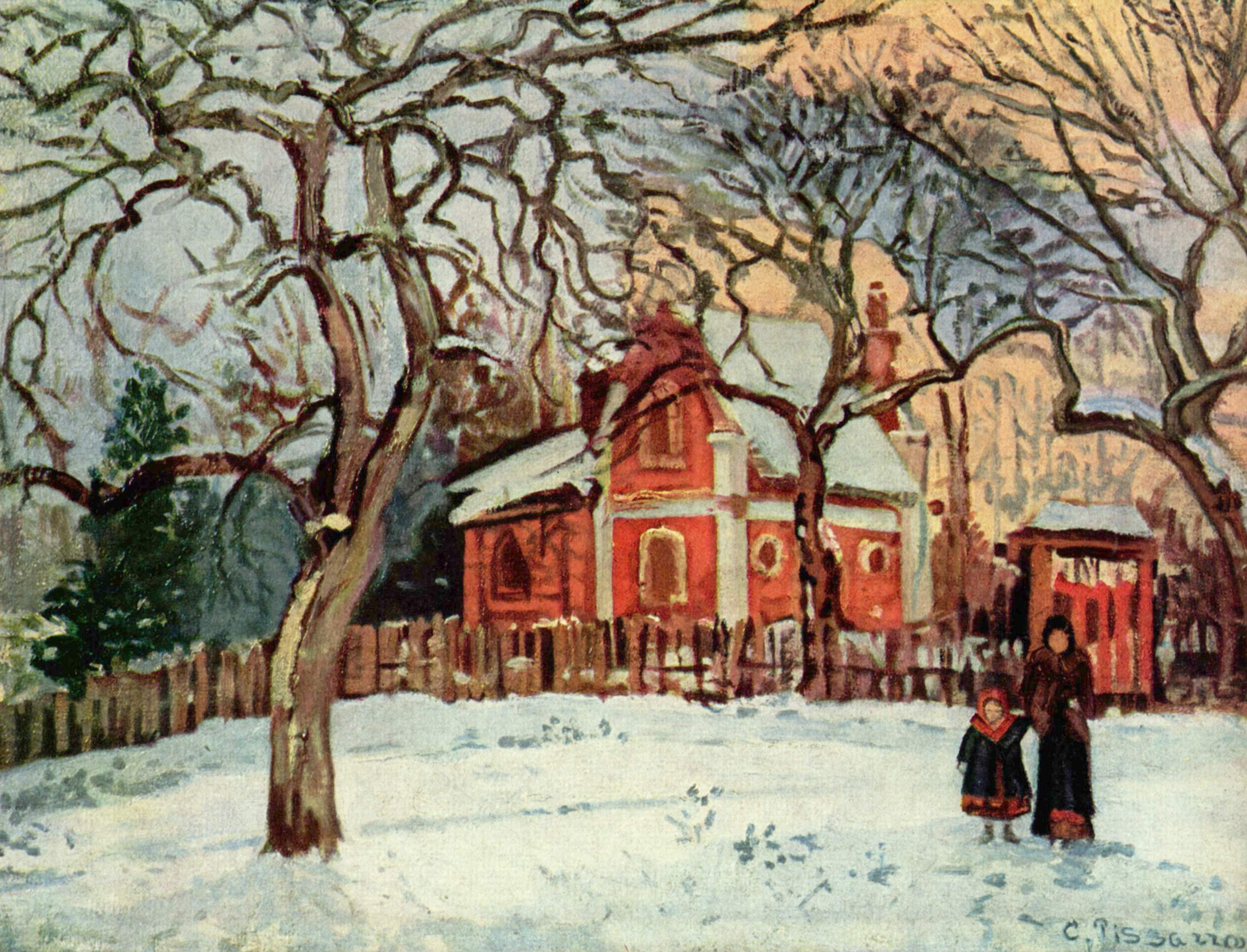
شاه‌بلوط‌های لوواسین حدود ۱۸۷۰
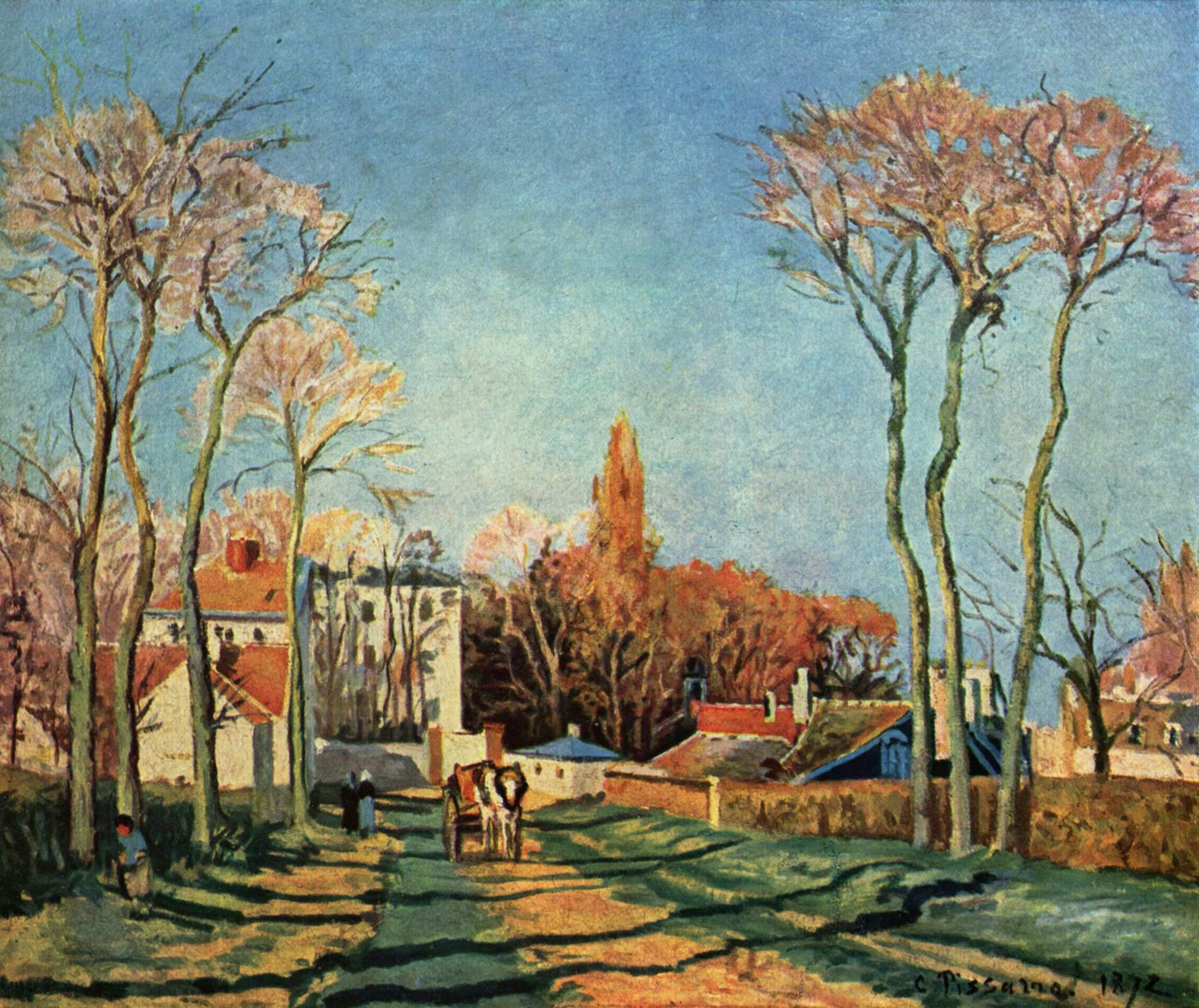
ورودی دهکده ووآزن ۱۸۷۲
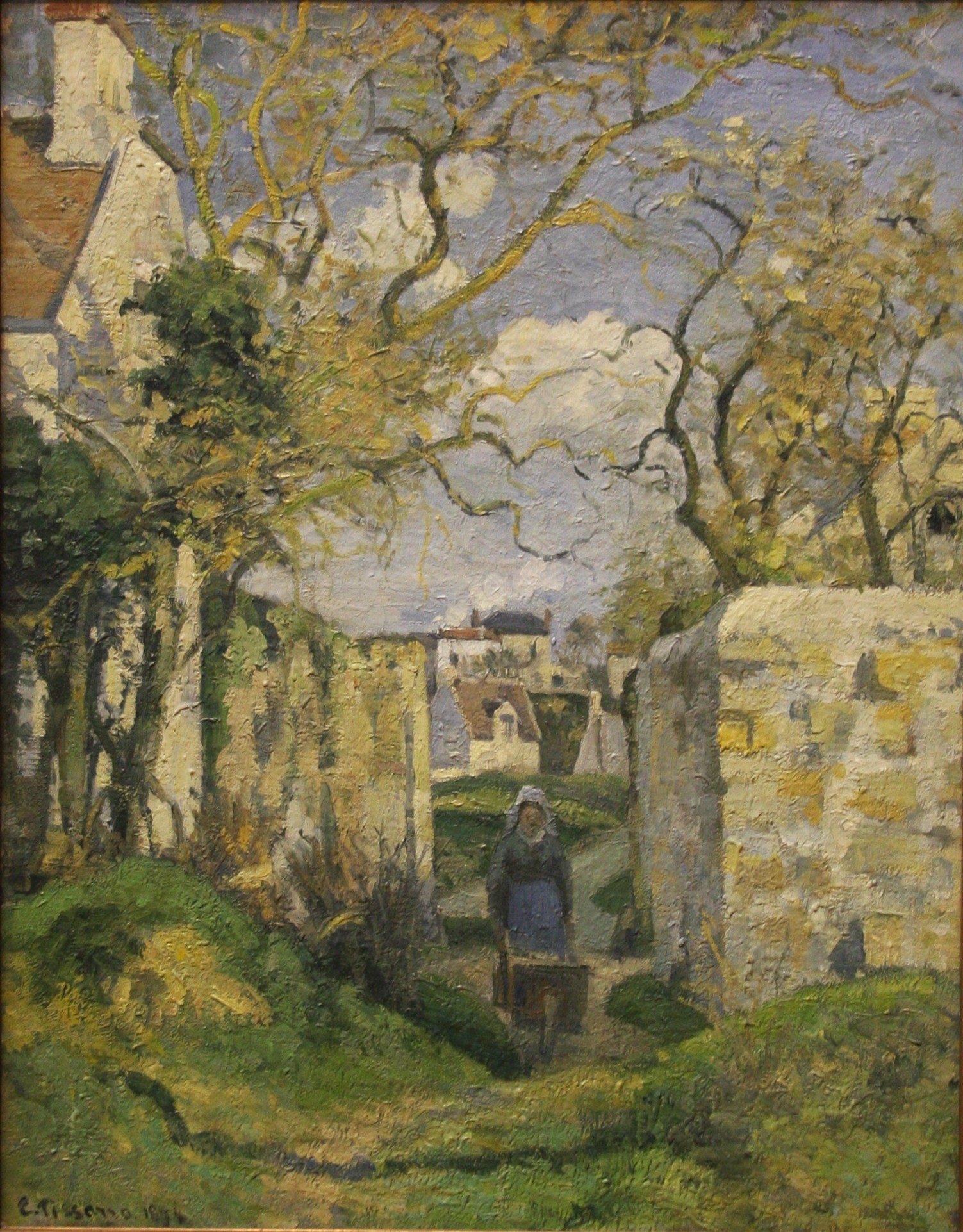
دهقانی که فرغون می‌راند ۱۸۷۴
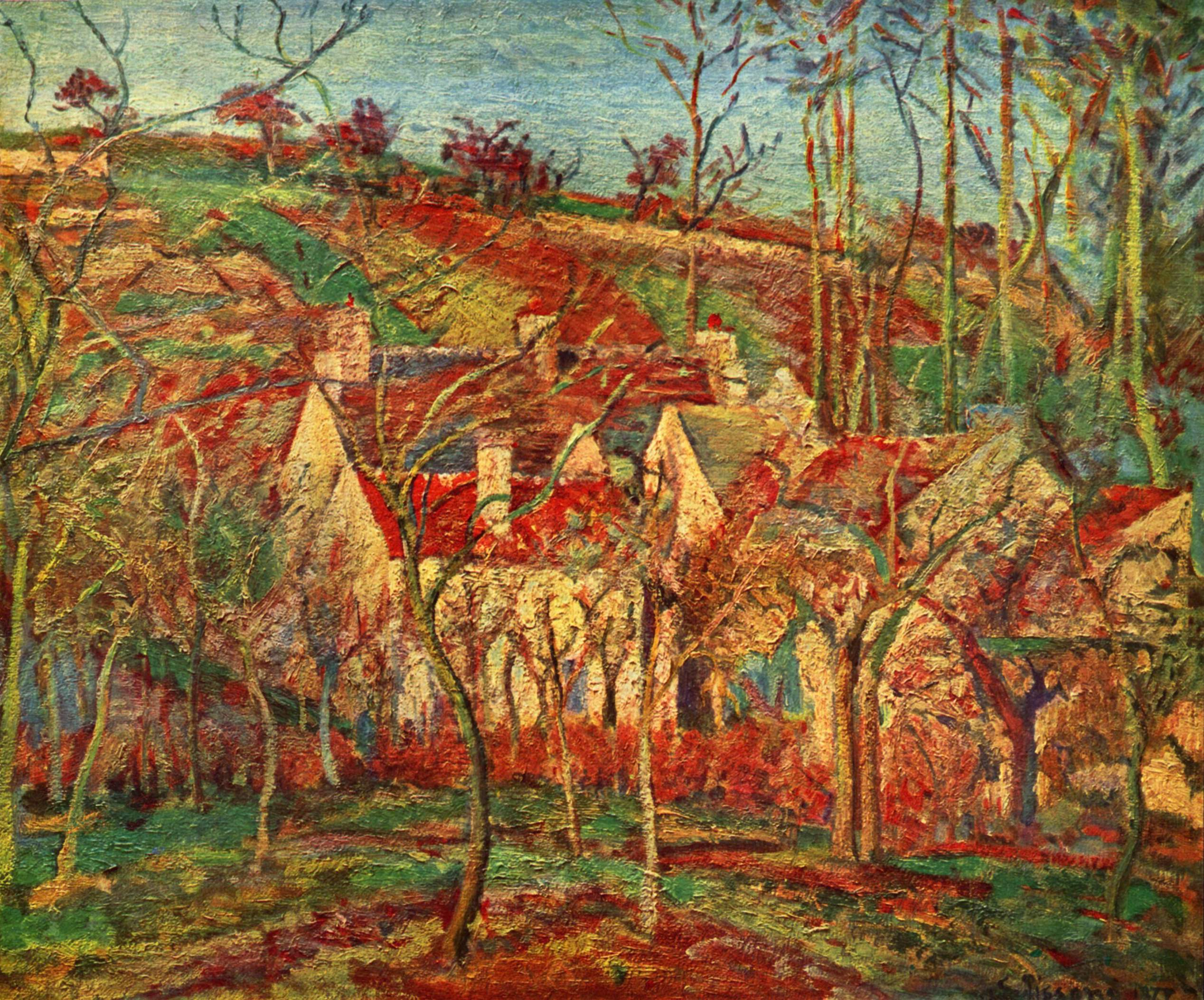
سقف‌های سرخ ۱۸۷۷
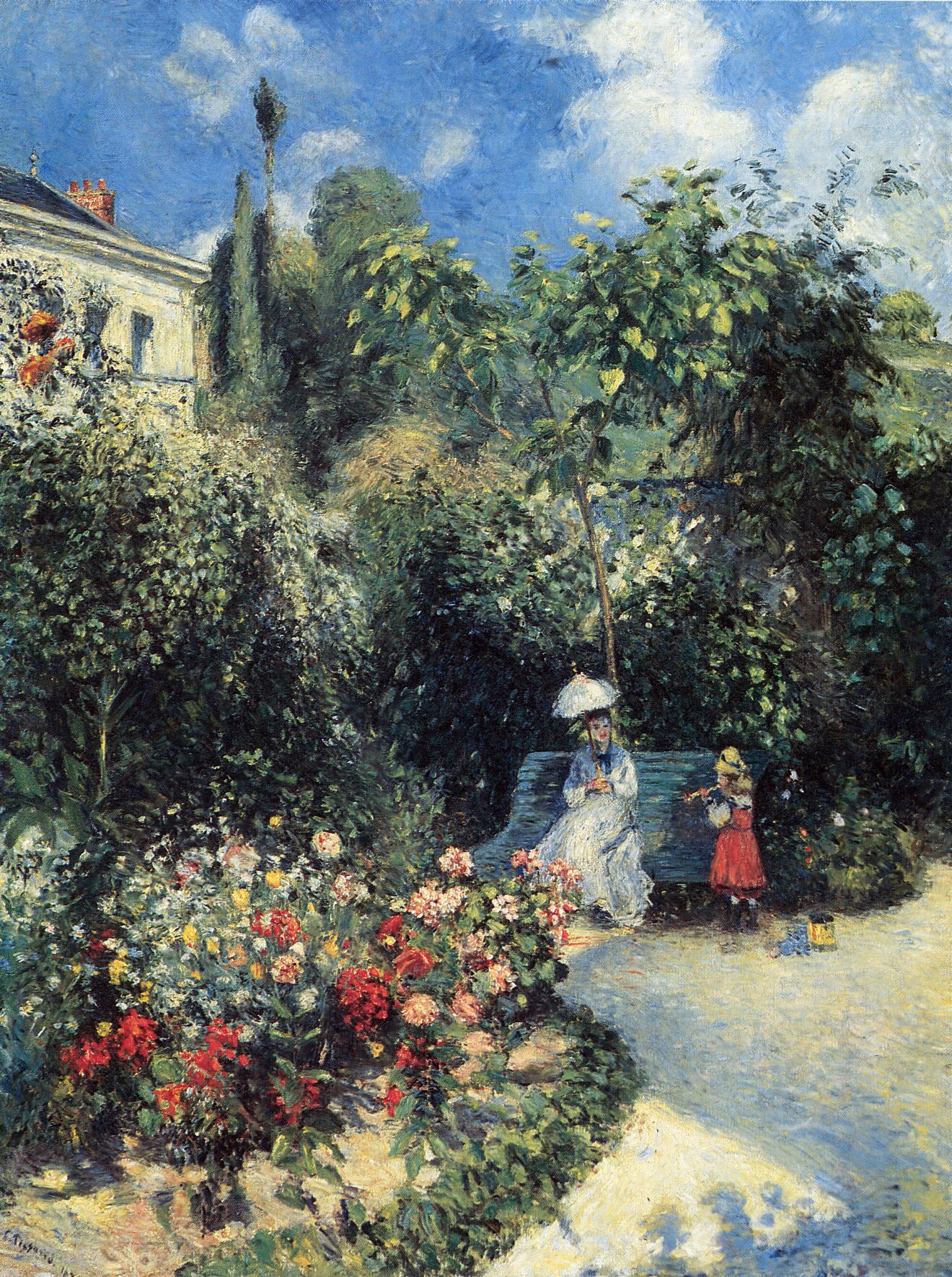
باغ پنتوآز ۱۸۷۷
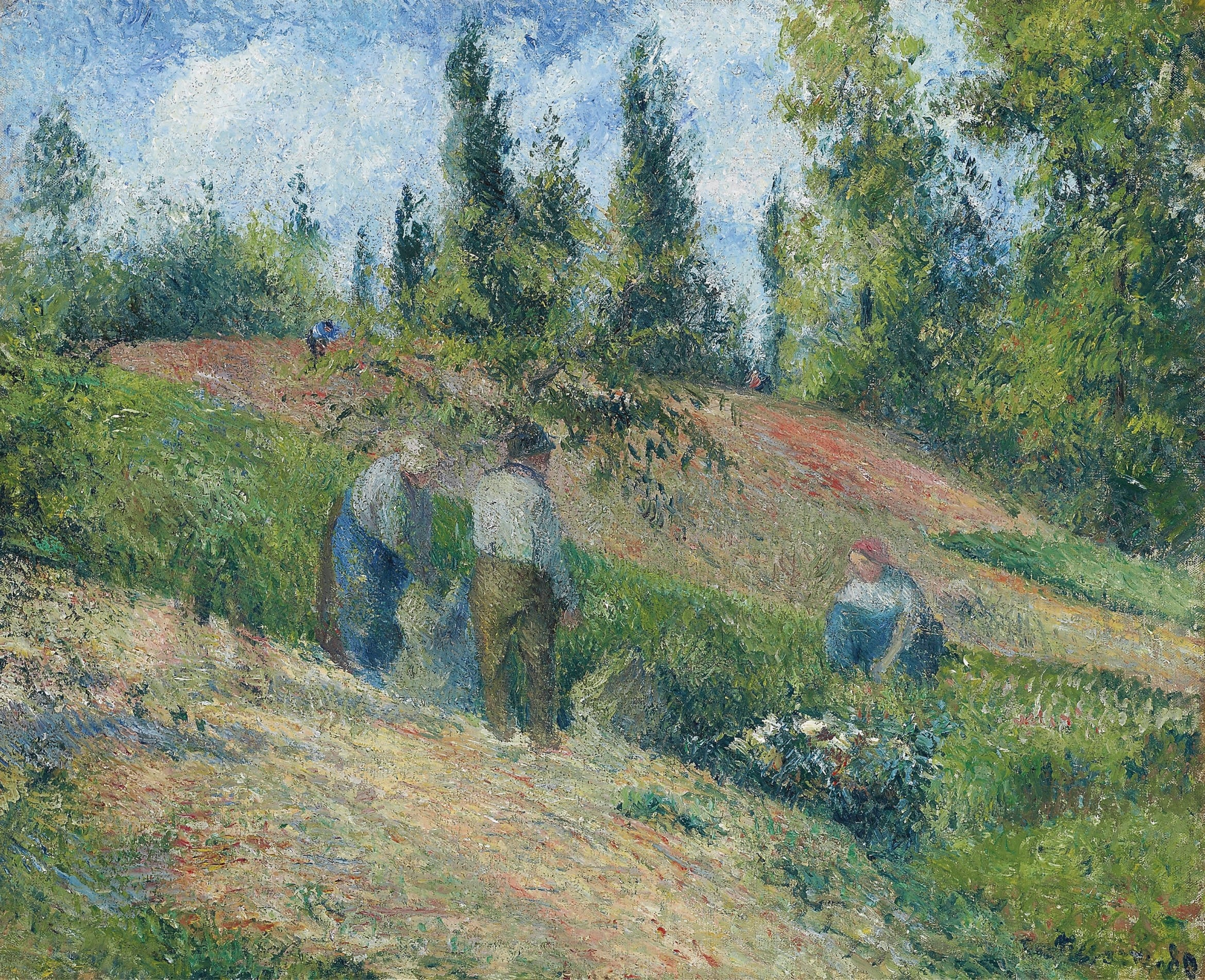
درو، پنتوآز پنتوآز، ۱۸۸۰
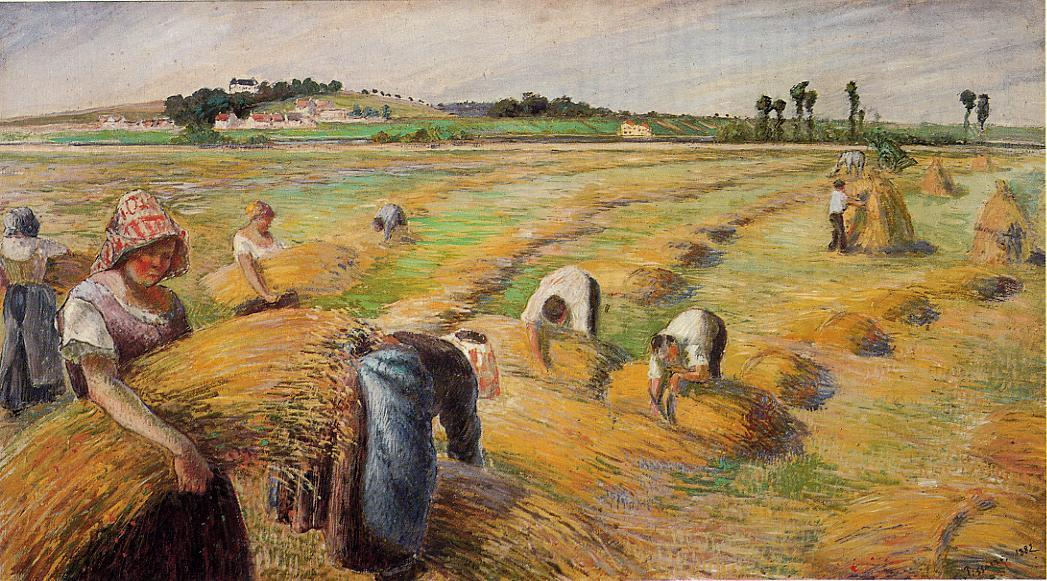
فصل درو ۱۸۸۲
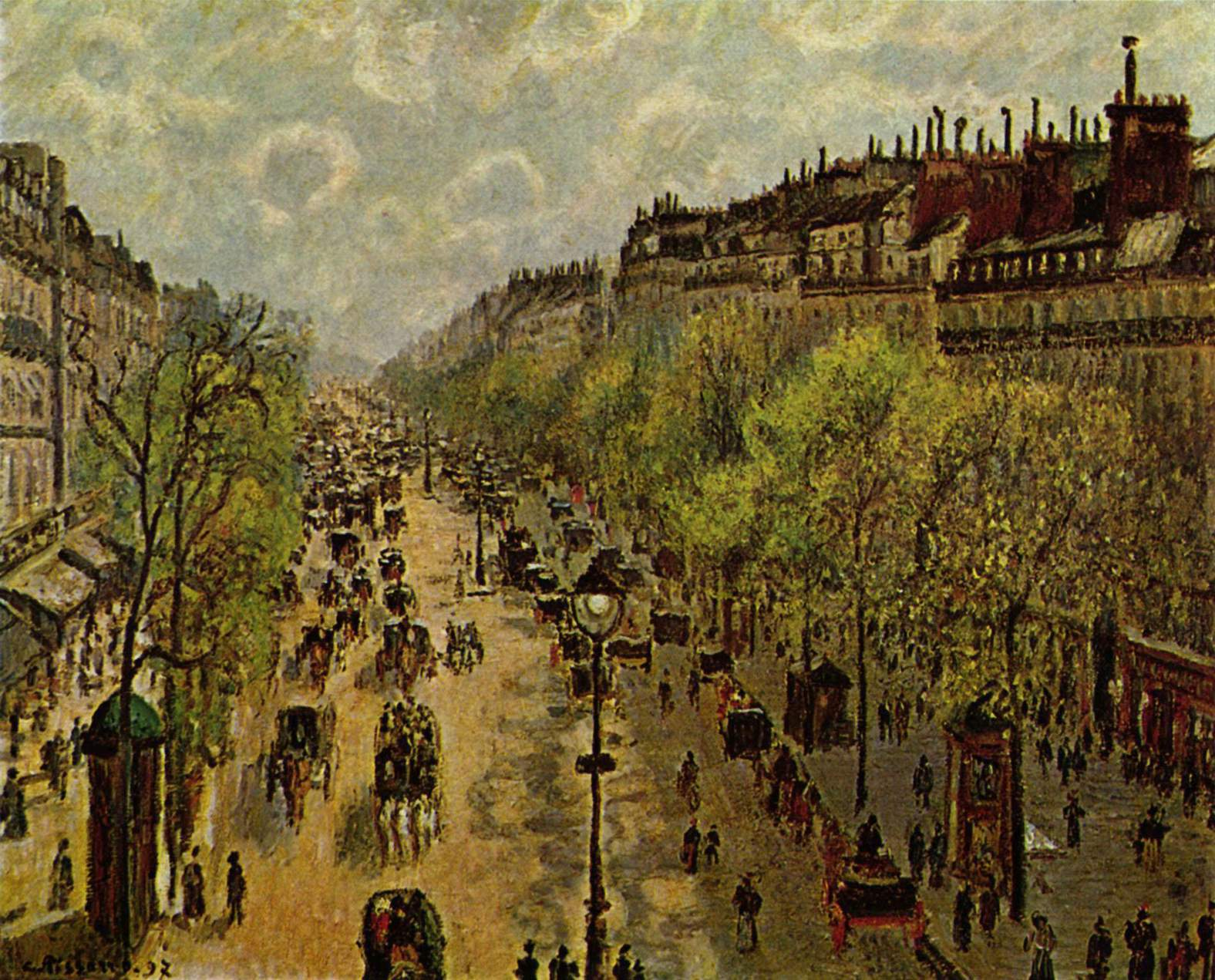
بلوار مون‌مارت در بهار ۱۸۹۷
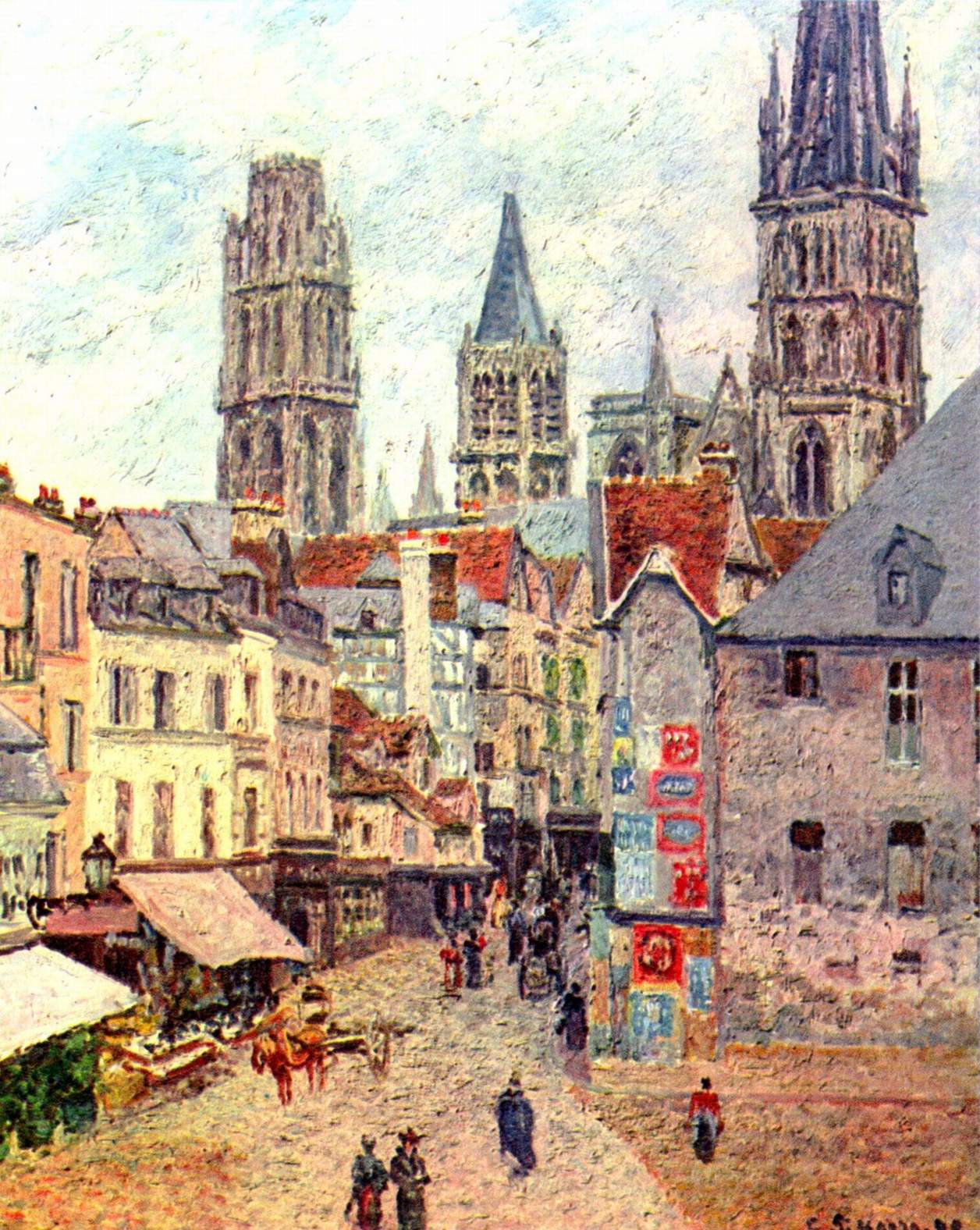
رون، خیابان اپیسری ۱۸۹۸
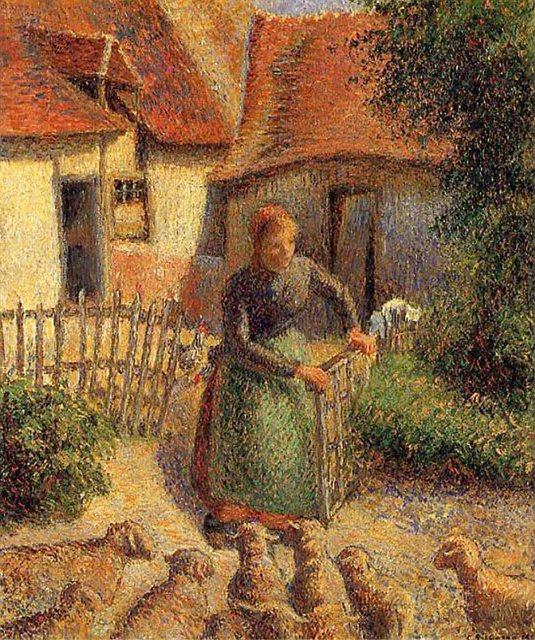
آوردن گوسفندان به آغل
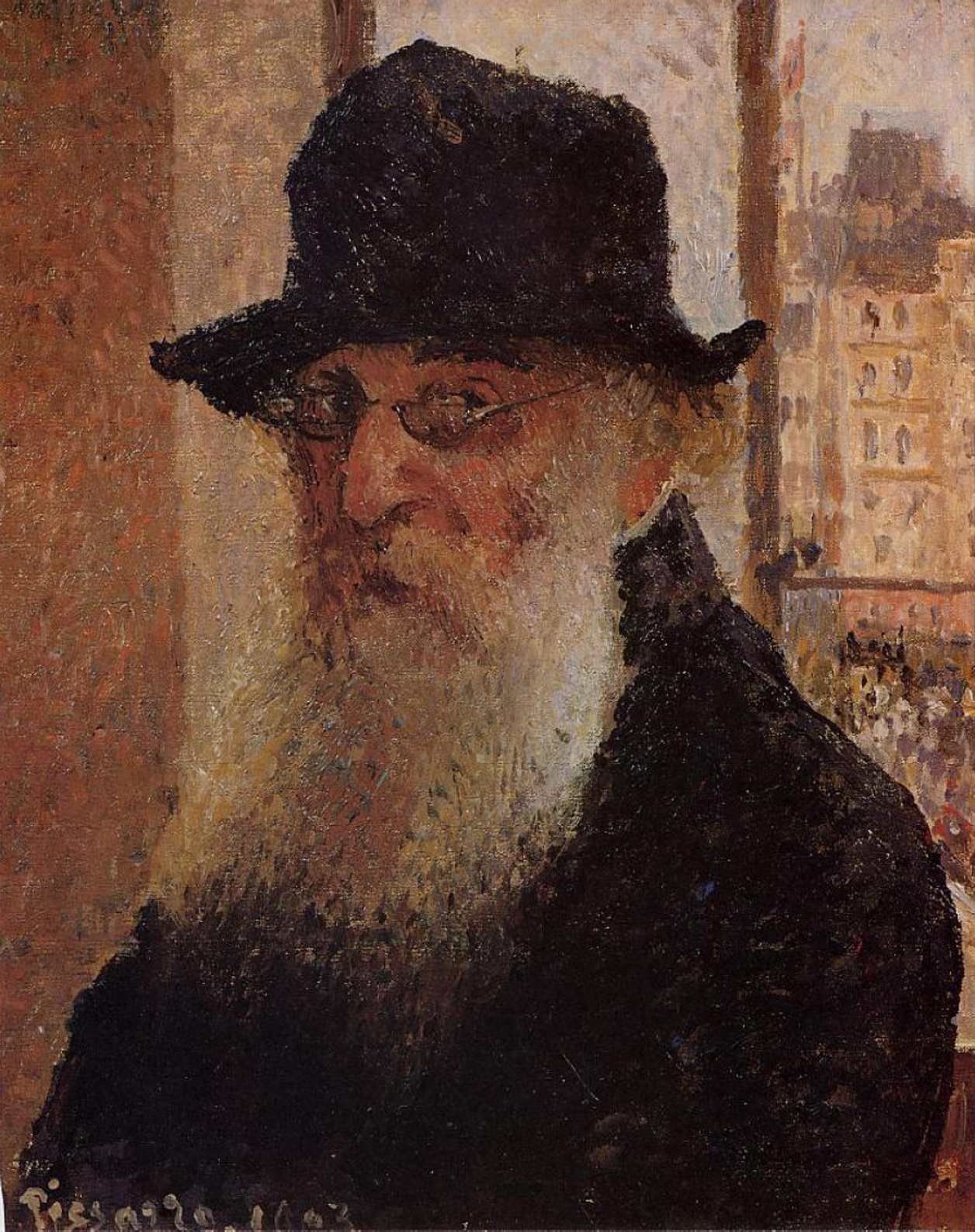
خودچهره‌نگاره، نگارخانه تیت، لندن سال ۱۹۰۳
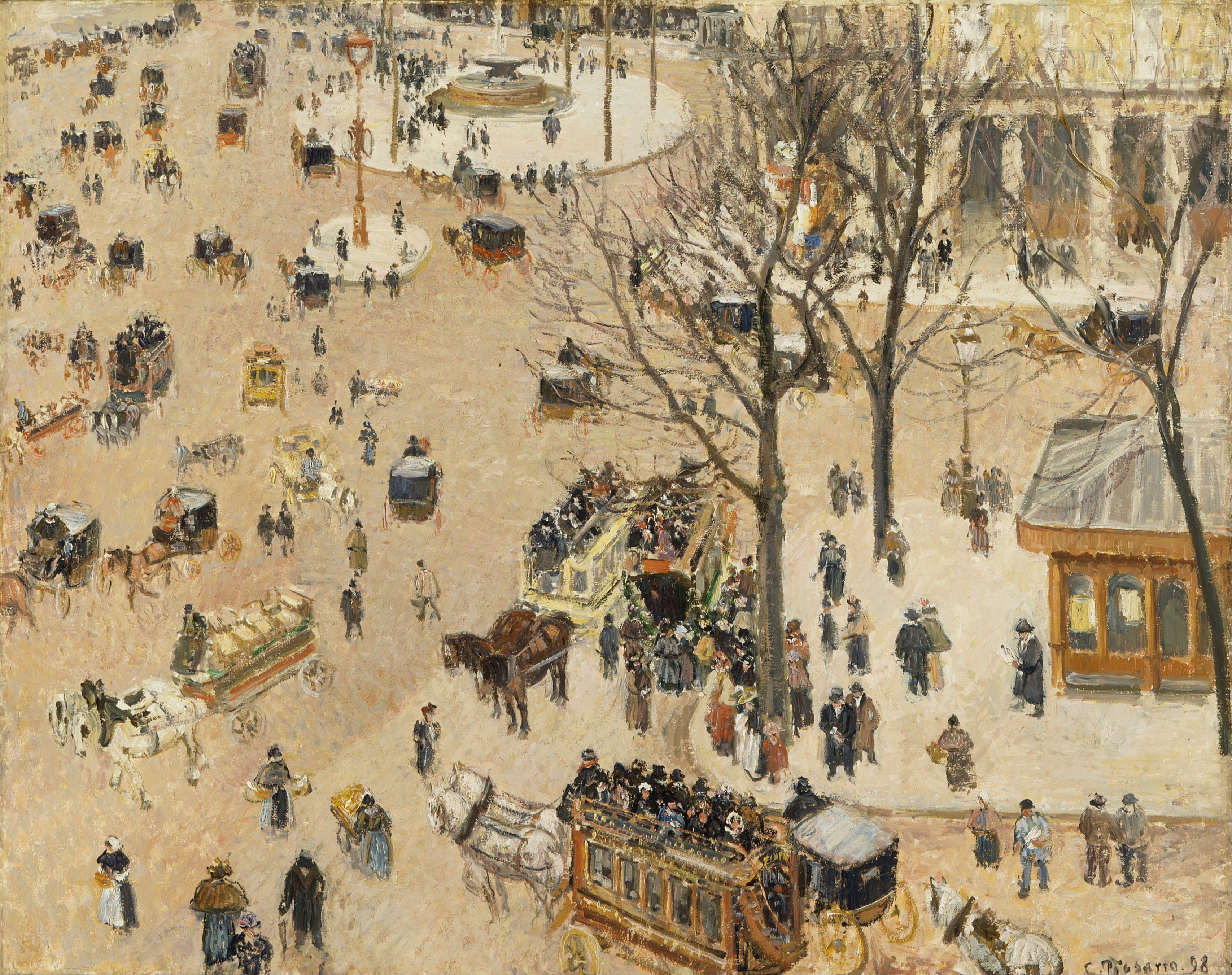
میدان تئاتر فرانسه